# Pseudocatharylla subgioconda
Pseudocatharylla subgioconda là một loài bướm đêm trong họ Crambidae.